# Pavel Artemyevich Artemyev
Pavel Artemyevich Artemyev (tiếng Nga: Павел Артемьевич Арте́мьев; 1897 - 1979) là một nhà lãnh đạo quân sự Liên Xô, hàm Thượng tướng (1942).

## Tiểu sử
Ông sinh ngày 29 (lịch cũ: 17) tháng 12 năm 1897 tại làng Lisichkino, Starorusskiy uyezd, tỉnh Novgorod (nay thuộc Poddorsk, Novgorod, Liên bang Nga) trong một gia đình nông dân người Nga. Sau khi hoàn thành 3 bậc tiểu học và một lớp của trung học, ông phải bỏ dở việc học để làm việc sinh kế khi mới 11.
Năm 1915, ông được trưng ngũ vào Quân đội Đế quốc Nga, tham gia Thế chiến thứ nhất, với tư cách làm một binh sĩ. Trong các Cách mạng Tháng Mười năm 1917, ông tham gia lực lượng Cận vệ Đỏ, rồi gia nhập Hồng quân từ năm 1918, tham gia Nội chiến Nga, chiến đấu trên các mặt trận phía Bắc và phía Nam.
Tháng 7 năm 1921, ông là sĩ quan chính trị cấp tiểu đoàn, trung đoàn trong Hồng quân. Từ năm 1923, ông phục vụ trong lực lượng biên phòng và nội vụ của OGPU / NKVD của Liên Xô.
Ông học quân sự tại Trường Biên giới Cao cấp OGPU (tốt nghiệp năm 1925). Từ năm 1925, ông phục vụ trong lực lượng biên phòng OGPU. Từ năm 1931, ông phục vụ trong lực lượng Nội vụ thuộc OGPU - NKVD.
Ông tốt nghiệp Học viện Quân sự Frunze năm 1938. Từ tháng 2 năm 1938 - lãnh đạo trường quân sự-chính trị Novo-Peterhof của NKVD mang tên K.E. Voroshilov. Từ tháng 8 năm 1938, ông là chỉ huy Sư đoàn súng trường cơ giới độc lập Dzerzhinsky. Là chỉ huy của Lực lượng đặc biệt của sư đoàn này, ông tham gia Chiến tranh Xô-Phần từ tháng 2 đến tháng 3 năm 1940.
Ngày 26 tháng 2 năm 1941, ông được bổ nhiệm làm Trưởng Ban Giám đốc Lực lượng Tác chiến của NKVD Liên Xô.
Khi Chiến tranh Vệ quốc vĩ đại nổ ra, ngày 30 tháng 6 năm 1941, ông được bổ nhiệm làm chỉ huy Quân khu Moskva. Theo lệnh của Hội đồng Quốc phòng Nhà nước ngày 19 tháng 10 năm 1941, "chỉ huy trưởng đơn vị đồn trú ở Moskva, Trung tướng, Đồng chí Artemyev, được giao nhiệm vụ bảo vệ Moskva trên các hướng tiếp cận". Đồng thời, từ ngày 18 tháng 7 đến ngày 30 tháng 7 năm 1941, ông chỉ huy Mặt trận Phòng tuyến Mojaisk, và từ ngày 12 tháng 10 năm 1941 đến ngày 15 tháng 10 năm 1943, ông là chỉ huy trưởng Khu phòng thủ Moskva. Các nhiệm vụ của Artemyev bao gồm: xây dựng các tuyến phòng thủ trên các tuyến tiếp cận gần nhất với thủ đô, chuẩn bị các đơn vị dự bị để gửi ra mặt trận, và các biện pháp củng cố hậu phương ở Moskva.
Artemiev cũng là chỉ huy Cuộc diễu binh trên Quảng trường Đỏ ngày 7 tháng 11 năm 1941, vào năm 1945, ông được giao trọng trách tổ chức và lãnh đạo chung Cuộc diễu binh Chiến thắng 1945.
Sau khi chiến tranh kết thúc, cho đến năm 1947, ông vẫn giữ chức vụ chỉ huy quân của Quân khu Moskva. Tháng 6 năm 1947, ông đảm nhiệm chức vụ Bộ trưởng Bộ Các lực lượng Vũ trang Liên Xô, sau đó được cử đi học. Năm 1949, ông tốt nghiệp các khóa học cao cấp tại Học viện Quân sự Cao cấp mang tên K. E Voroshilov. Từ tháng 5 năm 1949 đến tháng 6 năm 1953, một lần nữa ông được bổ nhiệm làm Tư lệnh Quân khu Moskva.
Artemiev, vốn xuất thân từ NKVD, được coi là người của Beria, và tất nhiên, không thể ở lại vị trí chủ chốt như chỉ huy Quân khu Moskva sau khi Beria bị hạ bệ. Do đó, ông đã bị cách khỏi chức vụ này vào ngày Beria bị bắt vào ngày 26 tháng 6 năm 1953 và bị đưa đến một quân khu xa xôi như là một sự giáng chức rõ ràng. Từ tháng 8 năm 1953, ông phục vụ trong Quân khu Ural với tư cách là Phó tự lệnh, đến năm 1956, được thăng làm Phó Tư lệnh thứ nhất. Tháng 9 năm 1960, ông nghỉ hưu.
Ông là thành viên của CPSU từ năm 1920, Ủy viên dự khuyết Ban Chấp hành Trung ương Đảng Cộng sản Liên Xô năm 1952-1956. Từ năm 1946 đến năm 1954, ông là phó chủ tịch Xô viết Tối cao Liên Xô.
Sau khi qua đời, ông được chôn cất tại nghĩa trang Novodevichy.

## Giải thưởng
- 2 Huân chương Lenin (22/01/1942, 21/02/1945)
- Huân chương Cách mạng Tháng Mười
- 3 Huân chương Cờ đỏ (11/12/1943, 11/3/1944, ?)
- 2 Huân chương Sao đỏ (23/06/1939, 14/02/1941)

## Cấp bậc quân sự
- Đại tá (04/03/1936)
- Lữ đoàn trưởng (09/10/1938)
- Sư đoàn trưởng (23/6/1939)
- Trung tướng (06/04/1940)
- Thượng tướng (22/01/1942) [4]

## Tưởng niệm
- Tên ông được đặt cho một đường phố ở Moskva vào tháng 10 năm 2017 [5].

## Văn học
- Энциклопедия секретных служб России. М.: АСТ: Астрель: Транзиткнига. Lỗi Lua: bad argument #2 to 'formatDate': invalid timestamp '1 tháng 1'.. tr. 433. ISBN 5-17018975-3. {{Chú thích sách}}: Kiểm tra giá trị ngày tháng trong: |date= (trợ giúp); no-break space character trong |agency= tại ký tự số 46 (trợ giúp); Đã bỏ qua tham số không rõ |agency= (trợ giúp)
- Soloviev D. Yu. Tất cả các tướng lĩnh của Stalin. - M., 2019. - ISBN 9785532106444.
- R. Aribzhanov, E. Artyukhov, S. Shtutman Sư đoàn được đặt theo tên của Dzerzhinsky. - M.: Eksmo: Yauza, 2007. - ISBN 978-5-699-24543-7.
- Muzalevsky M. V. Nhà Chekists danh dự: 1923-1932. Sách. 1. - M.: RIC "Kavaler", 2009. - S. 20-21.
- Shtutman S. M. Nội quân. Lịch sử trong các khuôn mặt. - Matxcova: Gazoil Press, 2011. - ISBN 5-87719-045-8.